# Zamek w Mariborze
Zamek w Mariborze (słoweń. Mariborski grad) – zamek wybudowany w XV wieku, położony w centrum miasta, w północnym rogu Placu Zamkowgo (Grajski Trg).
Zamek, składający się z kilku części zbudowanych w różnych stylach, został wzniesiony przez cesarza Fryderyka III, pomiędzy 1478 a 1483, w celu wzmocnienia północno-wschodniej części, muru obronnego wokół miasta. Głównym pomieszczeniem zamku jest Viteška Dvorana (sala festiwalowa), ze znajdującymi się w niej malowidłami na suficie, przedstawiającymi bitwę pomiędzy chrześcijańskimi i tureckimi żołnierzami, namalowanymi przez Johanna Geblera z Grazu w 1763. W 1874 koncert zagrał Ferenc Liszt.
Innymi interesującymi miejscami w zamku są:
- barokowa klatka schodowa zbudowane pomiędzy 1747 a 1759, z różowymi ścianami, stiukami i figurami ustawionymi na poręczach
- Loretska kapela, zbudowane pomiędzy 1665 i 1675

Sławne postacie rezydujące w zamku, na przestrzeni wieków:
- Cesarz Leopold I
- Cesarz Karol VI
- Cesarzowa Maria Teresa
- Car Paweł I
- Papież Pius VI

W zamku znajduje się muzeum, Pokrajinski Muzej Maribor z jednymi z najbogatszych zbiorów Słowenii.